# 사랑, 비탈길에 서다
《사랑, 비탈길에 서다》는 2004년 10월 1일에 MBC에서 방영한 베스트극장이다. 2004년 극본공모 우수작이다.

## 등장 인물

### 주요 인물
- 김서형 : 다희 역
- 이필모 : 승우 역
- 하주희 : 선영 역

### 그 외 인물
- 정주환 : 주혁 역
- 박희진 : 경림 역
- 박태진
- 김남길
- 황의권
- 노정명
- 한아영